# Liste der Herrscher von Armenien

## Herrscher des transkaukasischen Armenien

### Haykazuni-Könige
| von–bis         | Name                | Bemerkung                   |
| --------------- | ------------------- | --------------------------- |
| 748–700 v. Chr. | Paroyr              | andere Quellen sagen um 600 |
| 700–678 v. Chr. | Hracheay            |                             |
| 678–665 v. Chr. | Pharnawaz           |                             |
| 665–630 v. Chr. | Pachoych            |                             |
| 630–622 v. Chr. | Kornak              |                             |
| 622–605 v. Chr. | Pharos              |                             |
| 605–569 v. Chr. | Haykak II           |                             |
| 569–565 v. Chr. | Yerwand Sakawakeats |                             |
| 565–520 v. Chr. | Tigran I. der Große |                             |
| 520–493 v. Chr. | Vahagn              |                             |
| 493–475 v. Chr. | Arawan              |                             |
| 475–440 v. Chr. | Nerseh              |                             |
| 440–394 v. Chr. | Zare                |                             |
| 394–385 v. Chr. | Armog               |                             |
| 385–371 v. Chr. | Bagam               |                             |
| 371–351 v. Chr. | Vahan               |                             |
| 351–331 v. Chr. | Vahe                |                             |

### Orontiden-Satrapen und -Könige (von Armenien undSophene)
| von–bis                          | Name               | Bemerkung                                                      |
| -------------------------------- | ------------------ | -------------------------------------------------------------- |
| 401-ca. 344 v. Chr.              | Orontes I.         | Satrap                                                         |
| 344-ca. 336 v. Chr.              | Dareios Kodomannos | Satrap und später letzte König der Achämeniden                 |
| 336–ca. 330 v. Chr.              | Orontes II.        | Satrap seit 336, unabhängiger Fürst 331                        |
| 330–ca. 317 v. Chr.              | Bardanes           |                                                                |
| 317–ca. 275 v. Chr.              | Orontes III.       |                                                                |
| 275–ca. 255 v. Chr.              | Samos              |                                                                |
| 255–ca. 225 v. Chr.              | Arsames            |                                                                |
| 225–ca. 215 v. Chr.              | Abdissares         |                                                                |
| 220 v. Chr. Teilung von Armenien |                    |                                                                |
| 215–ca. 202 v. Chr.              | Xerxes             |                                                                |
| 202–ca. 163 v. Chr.              | Zariadris          | erreichte 190 v. Chr. die Unabhängigkeit als König von Sophene |
| 163–unbekannt                    | Mithrobuzanes      |                                                                |
| unbekannt–ca. 93 v. Chr.         | Orontes IV.        | von Tigranes II. abgesetzt                                     |

### Könige von Kleinarmenien
- Siehe unter Kleinarmenien

### Artaxiden-Könige von Großarmenien
| von–bis                     | Name                        | Bemerkung                                                          |
| --------------------------- | --------------------------- | ------------------------------------------------------------------ |
| 220–vor 190 v. Chr.         | Orontes                     |                                                                    |
| vor 190–ca. 160 v. Chr.     | Artaxias I.                 | erreichte 190 v. Chr. die Unabhängigkeit als König                 |
| ca. 160–ca. 120 v. Chr.     | Artavasdes I.               |                                                                    |
| ca. 120–95 v. Chr.          | Tigranes I.                 | Bruder von Artavasdes I.                                           |
| 125–95 v. Chr.              | Artavasdes (II.)            | Existenz und genaue Einordnung in Königschronologie ist umstritten |
| 95–ca. 55 v. Chr.           | Tigranes II., der Große     | Sohn von Tigranes I.                                               |
| ca. 55–34 v. Chr.           | Artavasdes II.              | Sohn von Tigranes II.                                              |
| 34–20 v. Chr.               | Artaxias II.                | Sohn von Artavasdes II.                                            |
| 20–vor 6 v. Chr.            | Tigranes III.               | Bruder von Artaxias II., römischer Kandidat                        |
| vor 6 v. Chr.–ca. 1 n. Chr. | Tigranes IV.                |                                                                    |
| vor 6 v. Chr.–ca. 1 n. Chr. | Erato                       | Tochter von Tigranes III.                                          |
| ca. 5–ca. 2 v. Chr.         | Artavasdes III.             | Römischer Kandidat                                                 |
| ca. 2–ca. 4 n. Chr.         | Ariobarzanes von Atropatene |                                                                    |
| ca. 4–ca. 6 n. Chr.         | Artavasdes IV.              |                                                                    |
| ca. 7–ca. 12 n. Chr.        | Tigranes V.                 | Herodier                                                           |
| ca. 13–ca. 15 n. Chr.       | Erato                       | Zweite Regierung                                                   |

### Arsakiden-Könige
| von–bis | Name                           | Bemerkung |
| --- | ------------------------------ | --- |
| parthische Arsakiden, pontische und iberische Könige unter römischem Protektorat                                                                       |                                | |
| ca. 16–ca. 17 | Vonones I.                     | exilierter Großkönig der Parther römischer Einfluss                                                           |
| 18–34 | Artaxias III.                  | Hieß ursprünglich Zenon, Sohn des Königs Polemon I. von Pontos römischer Einfluss                             |
| 34–35 | Arsakes I.                     | Sohn von Artabanos II. von Parthien parthischer Einfluss                                                      |
| 35–38 | Mithradates                    | Bruder von Pharasmanes, König von Georgien römischer Einfluss                                                 |
| 36 | Orodes                         | Bruder von Mithradates                                                                                        |
| 38–42 | Demonax                        | Parthischer Satrap                                                                                            |
| 42–51 | Mithradates                    | 2. Regierung                                                                                                  |
| 51–54 | Rhadamistos                    | Neffe von Mithradates                                                                                         |
| armenische Arsakiden |                                | |
| 52/53–60 | Trdat I.                       | Sohn von Vonones II. von Parthien                                                                             |
| 60/61 | Tigranes VI.                   | Neffe von Tigranes V., römischer Kandidat                                                                     |
| 61 (od. 66)–ca. 75 | Trdat I.                       | 2. Regierung römischer Einfluss ab 63                                                                         |
| ca. 75–ca. 110 | Sanatrukes                     | |
| ca. 110–ca. 112 | Axidares                       | Sohn von Pakoros von Parthien                                                                                 |
| ca. 112–114 | Parthamasiris                  | Bruder von Axidares parthischer Einfluss                                                                      |
| 114–117 Römische Provinz |                                | |
| 116/117–nach 136 | Vologaeses I. (Vałarš I.)      | Sohn von Sanatrukes, von Trajan in einem Teil Armeniens, von Hadrian als König des gesamten Landes anerkannt. |
| nach 140–161 | Pakoros                        | |
| 164–ca. 175 | Sohaemus                       | Emesener |
| ca. 180(?)–ca. 190 | Vologaeses II. (Vałarš II.)    | |
| ca. 190–214/216 | Chosroes I.                    | |
| 217–252 | Trdat II.                      | Sohn von Chosroes I.                                                                                          |
| 252–270 | Hormizd I.                     | Sassanide, Prinzstatthalter                                                                                   |
| 270–293 | Narseh                         | Bruder des Hormizds, Prinzstatthalter                                                                         |
| 272 (?)–ca. 330 | Trdat III.                     | Unterkönig von Narseh (?)                                                                                     |
| ca. 330–ca. 338 | Chosroes II., der Kleine       | |
| ca. 338-ca. 350 | Tigranes VII.                  | |
| ca. 350–ca. 367 | Arsakes II.                    | |
| 368–370 von Persien besetzt - Cylax (Zig), Statthalter (368–369) - Artaban (Karen) (368–369) - Vahan Mamikonian (369–370) - Merujan Ardzruni (369–370) |                                | |
| 369–374 | Papas                          | Sohn von Arsakes II.                                                                                          |
| 374–ca. 378 | Varazdat                       | Neffe oder Vetter von Papas                                                                                   |
| ca. 379–nach 384 | Arsakes III.                   | Sohn von Papas                                                                                                |
| ca. 379–vor 384 | Vologaises                     | Mitkönig |
| 384–389 Teilung Armeniens in ein kleineres römisches und ein größeres persisches Gebiet (Persarmenien)                                                 |                                | |
| 384–389 | Chosroes III.                  | Nur in Persarmenien                                                                                           |
| 389–ca. 415 | Wramschapuh (lat. Var(ar)anes) | Bruder von Chosroes III., nur in Persarmenien                                                                 |
| 416/417 | Chosroes III.                  | 2. Regierung, nur in Persarmenien                                                                             |
| 422–428 | Artaxias IV.                   | Sohn von Wramschapuh, nur in Persarmenien; auf Wunsch des Adels abgesetzt, Ende der armenischen Arsakiden.    |

### Marzban (Persische Gouverneure)
| von–bis         | Name                            | Bemerkung              |
| --------------- | ------------------------------- | ---------------------- |
| 428–442         | Veh Mihr Shahpur                |                        |
| 442–451         | Vasak                           | König von Siunik       |
| 451–465         | Adhur Hordmidz (Adrormizd)      |                        |
| 465–481         | Adhur Guschnasp (Ardervechnasp) |                        |
| 481–482         | Sahak Bagratuni                 |                        |
| 482             | Mihran                          | militärische Besetzung |
| 482–483         | Vahan Mamikonian                | provisorisch           |
| 483             | Zarmihr Karen                   | militärische Besetzung |
| 483–484         | Shahpur von Rayy                |                        |
| 484–505/510     | Vahan Mamikonian                | 2. Regierung           |
| 505/510–509/514 | Vard Mamikonian                 | Bruder des letzten     |
| 509/514–518     | Guschnasp Vahram                |                        |
| 518–548         | Mschesch Gnuni                  |                        |
| 548–552         | Tan Shapur                      |                        |
| 552–554         | Guchnasp Vahram                 | 2. Regierung           |
| 554–558/560     | Tan Shapur                      | 2. Regierung           |
| 558/560–564     | Varazdat                        |                        |
| 564–572         | Sunen                           |                        |
| 572             | Vardan Mamikonian               | provisorisch           |
| 572             | Mihran Mihrevandak              | militärische Besetzung |
| 572–573         | Vardan Mamikonian               | 1. Regierung           |
| 573             | Golon Mihran                    | militärische Besetzung |
| 573–577         | Vardan Mamikonian               | 2. Regierung           |
| 577–580         | Tham Khusru                     |                        |
| 580–581         | Varaz Vzur                      |                        |
| 581–582/588     | Aspahbadh Pahlav                |                        |
| 582/588–588/589 | Frahat                          |                        |
| 588/589–590     | Hrattin                         |                        |
| 590 zu Byzanz   |                                 |                        |

### Marzban vonDwin
| von–bis             | Name                     | Bemerkung   |
| ------------------- | ------------------------ | ----------- |
| 590–591             | Muschegh Mamikonjan      | Statthalter |
| 591                 | Hamarakar                | Statthalter |
| 591–603             | (unbekannt)              |             |
| 603–611             | Sembat Bagratuni         |             |
| 611–613             | Chahrayanpet             | im Osten    |
| 611–613             | Chahen Vahmanzadhaghan   | im Westen   |
| 613–616             | Parsayenpet              |             |
| 616–619             | Namdar Guchnasp          |             |
| 619–624             | Charaplakan (Sarablagas) |             |
| 624–627             | Rozbihan                 |             |
| zu Byzanz (627–628) |                          |             |

### Marzban von Ostarmenien
| von–bis | Name              | Bemerkung |
| ------- | ----------------- | --------- |
| 628–634 | Adamyan Bagratuni |           |

### Marzban von Westarmenien
| von–bis | Name                      | Bemerkung  |
| ------- | ------------------------- | ---------- |
| 627–635 | Mschesch II. Gnunin       |            |
| 635–638 | David Saharuni            |            |
| 638–643 | (unbekannt)               |            |
| 643–645 | Theodoros Rechtuni        | Gegenkönig |
| 645–646 | Varaztirots II. Bagratuni |            |

### Marzban von Armenien
| von–bis | Name                         | Bemerkung                                                       |
| ------- | ---------------------------- | --------------------------------------------------------------- |
| 646–653 | Theodoros Rechtuni           |                                                                 |
| 646–653 | Sembat I. Bagratuni          | zusammen mit Theodoros, ab 653 allein                           |
| 653–654 | Theodoros Rechtuni           | 2. Mal                                                          |
| 654     | Mushegh II. Mamikonian       |                                                                 |
| 654     | Maurianos                    |                                                                 |
| 654–655 | Theodoros Rechtuni           | 3. Mal                                                          |
| 655     | Maurianos                    | 2. Mal                                                          |
| 655     | Theodoros Rechtouni          | 4. Mal                                                          |
| 655–661 | Hamasasp IV. Mamikonjan      |                                                                 |
| 661–685 | Grigor I. Mamikonjan         |                                                                 |
| 685–690 | Aschot II. Bagratuni         |                                                                 |
| 690–693 | Nerses Kamsarakan            |                                                                 |
| 693–695 | Sembat VI. Bagratuni         | Sohn des Varaztirots Bagratunis, unter muslimischem Protektorat |
| 695–696 | Abd Allh Ibn Hatim al-Bahili |                                                                 |
| 696–705 | Sembat VI. Bagratuni         | 2. Mal, unabhängig                                              |

### Kalifatsgouverneure(Wali) derUmayyaden(705–750) undAbbasiden(750–930)
| von–bis                                   | Name                                   | Bemerkung                                                          |
| ----------------------------------------- | -------------------------------------- | ------------------------------------------------------------------ |
| 705–706/707                               | Muhammad Ibn Merwan                    |                                                                    |
| 706/707–721                               | Abd al Aziz Ibn Hatim al-Bahili        |                                                                    |
| 721–unbekannt                             | Harith Ibn Amru                        |                                                                    |
| unbekannt–730                             | Djarrah                                |                                                                    |
| 730–732                                   | Said Ibn Amru al-Harachi               |                                                                    |
| 732–744                                   | Marwan Ibn Muhammad                    |                                                                    |
| 744–750                                   | Ichak Ibn Muslim                       |                                                                    |
| 750–752                                   | Al Mansur                              | Wali von Armenien, Mosul und Aserbaidschan                         |
| 752–769                                   | Yazid Ibn Useid Es Sulami              |                                                                    |
| 769–770                                   | Bayar Ibn Muslim al-Okaili             |                                                                    |
| 770–773                                   | Hasan Ibn Qataba                       |                                                                    |
| ca. 771–772                               | Sulayman                               |                                                                    |
| ca. 771–772                               | Salih Ibn Subai al-Kindi               |                                                                    |
| 772–773                                   | Amr al Umar                            | militärische Besetzung                                             |
| 773–780                                   | Yazid Ibn Useid Es Sulami              |                                                                    |
| 780–785                                   | Othman Ibn Omara Ibn Khozaima          |                                                                    |
| 785–786                                   | Khozaima Ibn Khazim                    |                                                                    |
| 786–790                                   | Yusuf Ibn Rachid al-Sulayni            |                                                                    |
| 790–791                                   | Yazid Ibn Mazyad                       |                                                                    |
| 791                                       | Abd al Kabir al-Adduni                 |                                                                    |
| 791–unbekannt                             | Sulayman Ibn Yazid                     |                                                                    |
| 791–unbekannt                             | Ibn Doke                               | Sohn des Sulayman Ibn Yazid                                        |
| unbekannt–800                             | Yazid Ibn Mazyad                       | 2. Mal                                                             |
| 800–801                                   | Khozaima Ibn Khazim                    | 2. Mal                                                             |
|                                           | Ishak ben Sulayman                     |                                                                    |
| ca. 813                                   | Tahir Ibn Muhammad                     |                                                                    |
| ca. 813                                   | Djahap                                 | Emir von Manizkert, militärische Besetzung                         |
| ca. 813–820                               | Abd al Malik                           | Emir von Manizkert, militärische Besetzung                         |
| ca. 830                                   | Khalid Ibn Yazid Ibn Mazyad            |                                                                    |
| 849–850                                   | Abu Said Muhammad Ibn Marwazi          |                                                                    |
| 850–852                                   | Yusuf ben Abu Said                     |                                                                    |
| 852–855                                   | Bogha                                  |                                                                    |
| 855–862                                   | Muhammad Ibn Khalid                    |                                                                    |
| 862–864                                   | Ali Ibn Yahya                          |                                                                    |
| gehört zum Emirat von Manizkert (864–865) |                                        |                                                                    |
| 865–871                                   | Abu sadj Divdad ben Yusuf ben Abu Said |                                                                    |
| 871–877                                   | Ahmed Isa ben Cheikh al-Shaybani       | Emir von Diyarbakir                                                |
| 877–878                                   | Muhammad al-Yemeni                     | Zieht von Dwin zu Bardhaa und gründet ein unabhängiges Emirat      |
| 878                                       | Muhammad Ibn Khalid                    | 2. Mal                                                             |
| 878–unbekannt                             | Ishak Ibn Kundadjik                    | Gouverneur von Mosul, trägt auch den Titel Gouverneur von Armenien |
| unbekannt–886                             | Ahmed Isa ben Cheikh al-Shaybani       | 2. Mal                                                             |
| unbekannt                                 |                                        |                                                                    |
| 895–899                                   | Asfhin ben Abdul Sadj                  |                                                                    |
| 899–901                                   | Diwdad ben Ashfhin                     |                                                                    |
| 889–900                                   | Yusuf Husep                            | Zusammen mit Diwdad                                                |
| unbekannt                                 |                                        |                                                                    |
| 902–903                                   | Yusuf Husep                            | 2. Mal                                                             |
| unbekannt                                 |                                        |                                                                    |
| 909–914                                   | Yusuf Husep                            | 3. Mal                                                             |
| unbekannt                                 |                                        |                                                                    |
| 924                                       | Yusuf Husep                            | 4. Mal                                                             |
| 924                                       | Nasr Subuk                             |                                                                    |
| 924–925                                   | Bechr                                  |                                                                    |
| 925–unbekannt                             | Nasr Subuk                             | 2. Mal                                                             |

### Bagratiden-Fürsten
| von–bis                       | Name               | Bemerkung         |
| ----------------------------- | ------------------ | ----------------- |
| 732–745                       | Achod Bagratuni    | 1. Regierung      |
| 745–746                       | Grigor Mamikonian  | 1. Regierung      |
| 746–750                       | Achod Bagratuni    | 2. Regierung      |
| 750–751                       | Grigor Mamakonian  | 2. Regierung      |
| 751                           | Mouchel Mamikonian | Bruder von Grigor |
| arabische Besetzung (751–754) |                    |                   |
| 754–771                       | Sahak Bagratuni    | Lord von Taron    |
| 771–772                       | Sembat Bagratuni   |                   |
| 772–781                       | Vakant             |                   |
| 781–785                       | Tadjat Antzevari   |                   |

### Bagratiden-Könige
| von–bis   | Name                    | Bemerkung                                                |
| --------- | ----------------------- | -------------------------------------------------------- |
| 884–890   | Aschot I. der Große     |                                                          |
| 890–914   | Sembat I. der Märtyrer  | Sohn von Aschot I.                                       |
| 914–928   | Aschot II. der Eiserne  | Sohn von Sembat I.                                       |
| 928–952   | Abas I.                 | Bruder von Aschot II.                                    |
| 952–977   | Aschot III. der Gnädige | Sohn von Abas I.                                         |
| 977–989   | Sembat II. der Eroberer | Sohn von Aschot III.                                     |
| 989–1020  | Gagik I.                | Bruder von Sembat II.                                    |
| 1020–1040 | Johannes-Sembat III.    | Sohn von Gagik I.                                        |
| 1021–1039 | Aschot IV. der Tapfere  | Bruder von Johannes-Sembat III., Mitregent               |
| 1042–1045 | Gagik II.               | Sohn von Aschot IV., verliert Armenien an Byzanz, † 1079 |

### Artsruni-Könige von Vaspurakan (ca. 800 bis 1021)
- Siehe unter Vaspurakan

### Schaddadiden-Emire (ca. 951 bis Ende 12. Jh.)
- Siehe unter Schaddadiden

### Arman-Schahs (1100–1207)
- Siehe unter Ahlatschahs

## Herrscher des Königreichs Kleinarmenien
Die folgenden Personen waren Herrscher und Herrscherinnen im Königreich Kleinarmenien:

### Rubeniden-Fürsten (1080–1198)
| von–bis        | Name           | Bemerkung                                  |
| -------------- | -------------- | ------------------------------------------ |
| 1080–1095      | Ruben I.       |                                            |
| 1095–1099/1103 | Konstantin I.  |                                            |
| 1103–1129      | Thoros I.      |                                            |
| 1129           | Konstantin II. |                                            |
| 1129–1140      | Leon I.        |                                            |
| 1140–1144      | Stephan I.     |                                            |
| 1144–1169      | Thoros II.     |                                            |
| 1169–1170      | Ruben II.      |                                            |
| 1170–1175      | Mleh           |                                            |
| 1175–1187      | Ruben III.     |                                            |
| 1187–1198      | Leon II.       | Als Leon I. König von Armenien (1198–1219) |

### Rubeniden- undHethumiden-Könige (1198–1464)
| von–bis   | Name                    | Bemerkung |
| --------- | ----------------------- | --- |
| 1198–1219 | Leon I.                 | Als Leo II. Fürst von Armenien (1187–1198)                                                                          |
| 1219–1252 | Isabella                | oder Zabel |
| 1223–1225 | Philipp von Antiochia   | Ehemann von Isabella                                                                                                |
| 1226–1269 | Hethum I.               | Hetoum/Hayton, Ehemann von Isabella; † 1271                                                                         |
| 1270–1289 | Leon III.               | |
| 1289–1293 | Hethum II.              | |
| 1293–1298 | Thoros III.             | |
| 1294–1297 | Hethum II.              | 2. Mal |
| 1297–1299 | Sempad                  | Sambat |
| 1299      | Konstantin III.         | |
| 1299–1307 | Hethum II.              | 3. Mal |
| 1301–1307 | Leon IV.                | |
| 1307–1320 | Oschin                  | |
| 1320–1341 | Leon V.                 | letzter Hethumide                                                                                                   |
| 1342–1344 | Konstantin IV.          | alias Guido von Lusignan                                                                                            |
| 1344–1362 | Konstantin V.           | |
| 1362–1373 | Konstantin VI.          | |
| 1361–1369 | Peter I. von Lusignan   | König von Armenien und Zypern, Titularkönig von Jerusalem                                                           |
| 1374–1375 | Leon VI. von Lusignan   | † 1393 |
| 1396–1398 | Jakob I. von Lusignan   | Titularkönig von Armenien, König von Zypern                                                                         |
| 1398–1432 | Janus von Lusignan      | Titularkönig von Armenien und Jerusalem, König von Zypern                                                           |
| 1432–1458 | Johann II. von Lusignan | Titularkönig von Armenien und Jerusalem, König von Zypern                                                           |
| 1458–1463 | Carlotta von Lusignan   | Titularkönigin von Armenien und Jerusalem, Königin von Zypern, verheiratet mit Ludwig von Savoyen                   |
| 1463–1473 | Jakob II. Lusignan      | Verheiratet mit Katharina Cornaro, danach wird die Krone Zyperns und Armeniens von der Republik Venedig beansprucht |